# Casa al carrer Major, 5 (Cambrils)
La Casa al carrer Major, 5 de Cambrils és una casa estructurada en planta baixa i dos pisos. Forma un conjunt unitari amb la casa número 3. Actualment el seu interior ha estat enderrocat i la façana es troba en procés de rehabilitació, ja que sembla que s'hi han efectuat obres de consolidació i subjecció del balcó central.
La planta baixa presenta un potent arc de dovelles, de tipus campanell. La dovella central presenta la data de 1684 sota el símbol de Jesús (IHS/ADN-Iesus Anno Domine Nativitatis). La paret de la casa sembla, fins a una certa altura, feta de tàpia a la que s'hi han marcat el disseny dels carreus en calç. El primer pis té un balcó de carreus, motllurats, de clara inspiració renaixentista de tipus popular. Al costat s'hi situa una finestreta. El pis superior presenta una finestra catalana de mig punt, i presumiblement altres tapiades. La seva coberta, teulada o terrat, ha desaparegut. Sota la línia d'aquesta coberta conserva una motllura, de clara datació al segle xix.
Datació proposada: Segle XVII. És d'estil renaixentista popular.
Estat de conservació: Dolent. Actualment està en obres.
Alteracions: Nombroses. La façana de la planta baixa presenta un esgrafiat modern que imita el contorn de les lloses de pedra d'Alcover, s'hi ha obert una porta rectangular baixa i una finestra rectangular, tot ell actualment tapiat. La resta de la façana ha estat estucat amb calç i pintat de color ocre. Aquest acabat podria ser en part original. La motllura del capdamunt de la casa és del segle xix, igual que una politja de ferro. La dovella datada du incrustada una rajola de mosaic i una placa de zenc amb el número de la casa.